# Caño Negro
Caño Negro è un distretto della Costa Rica facente parte del cantone di Los Chiles, nella provincia di Alajuela.